# Rhinolophus cognatus
Rhinolophus cognatus es una especie de murciélago de la familia Rhinolophidae.

## Distribución geográfica
Es endémica de las islas Andamán (India).